# Chicorée
Cichorium
Pour les articles homonymes, voir Chicorée (homonymie).
Genre
Les chicorées (Cichorium) sont un genre de plantes à fleurs dicotylédones de la famille des Asteraceae (composées), sous-famille des Cichorioideae, originaire de l'Ancien Monde (Europe, Asie occidentale, Afrique du Nord), qui compte six espèces acceptées, dont deux sont cultivées (Cichorium intybus et Cichorium endivia, cette dernière n'étant pas connue à l'état sauvage) et quatre espèces sauvages (Cichorium bottae, Cichorium calvum, Cichorium pumilum et Cichorium spinosum).
Deux espèces ont une grande importance économique et fournissent de nombreuses variétés cultivées comme plantes alimentaires, médicinales ou industrielles, principalement pour leurs feuilles (salades, endives), ou pour leurs racines (production d'un succédané du café appelé chicorée, ou extraction de l'inuline).

## Systématique
Ce genre a été décrit en 1753 par le naturaliste suédois Carl von Linné (1707-1778). Les botanistes ont des avis partagés sur la classification des espèces, certains estimant qu'il ne s'agit le plus souvent que des sous-espèces ou des variétés de celles-ci.
La classification phylogénétique place ce genre d'Asteracées dans la sous-famille des Cichorioideae (Juss.) Chevall., 1852, tribu des Cichorieae Lam. & DC., 1806., sous-tribu des Cichoriinae.
Il est nommé « Chicorée » en français.

### Synonymes
Cichorium a pour synonymes :
- Acanthophyton Less.
- Endivia Hill

### Liste des espèces
Selon la Global Compositae Database (23 octobre 2021) :
- Cichorium alatum Hochst. & Steud.
- Cichorium bottae Deflers
- Cichorium callosum Pomel

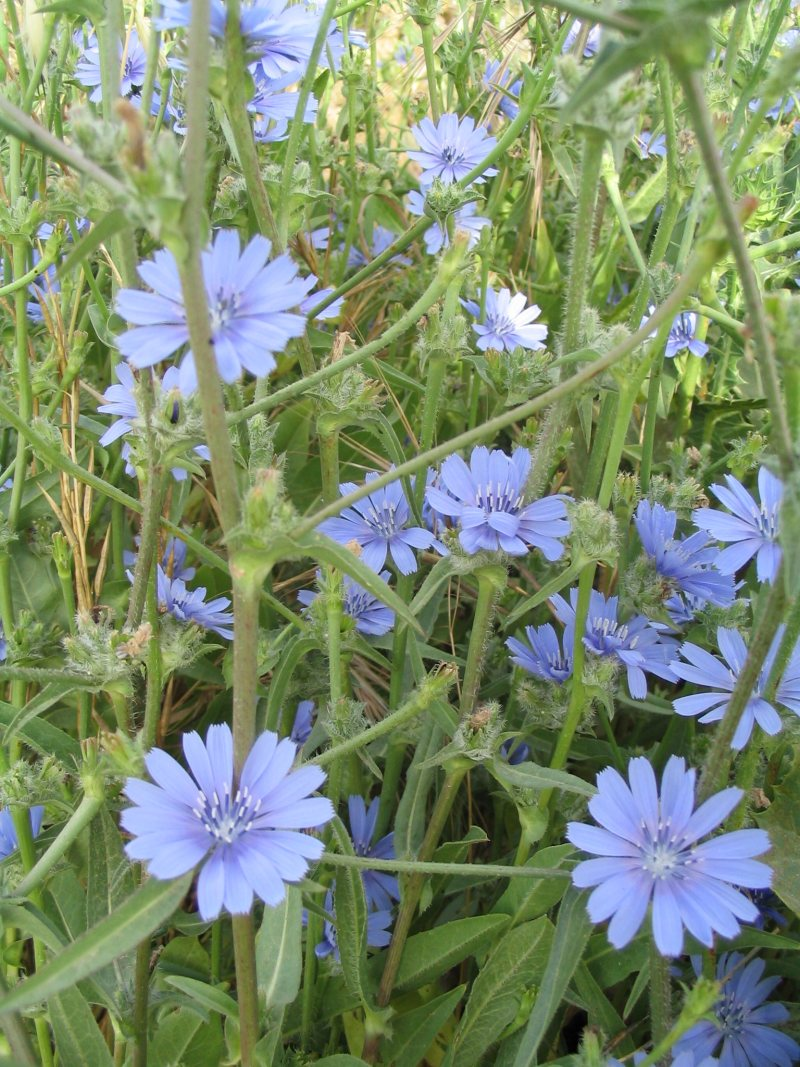
Cichorium pumilum.

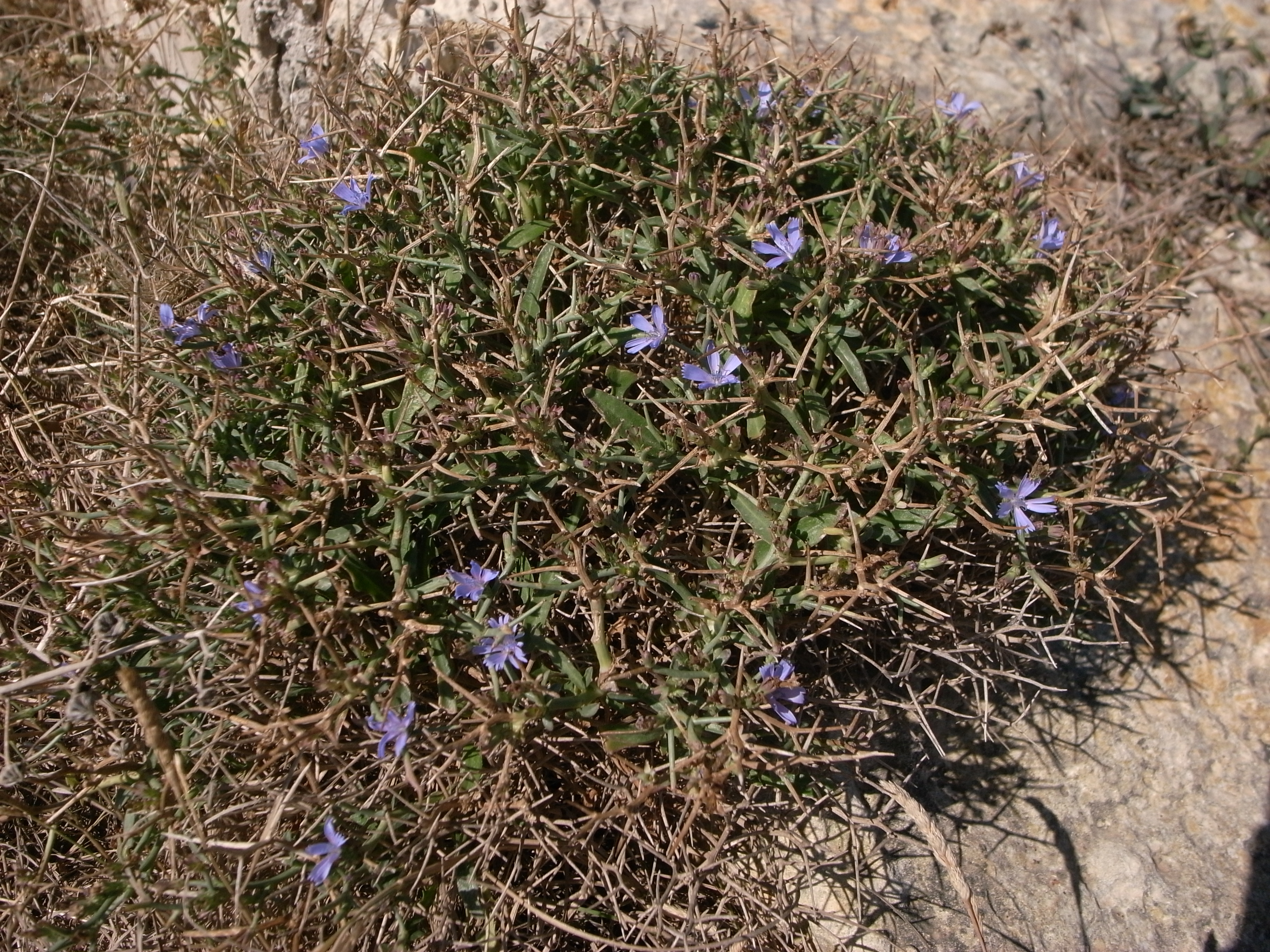
Cichorium spinosum.

- Cichorium calvum Sch.Bip. ex Asch.
- Cichorium dubium E.H.L.Krause
- Cichorium endivia L.
- Cichorium hybridum Halácsy
- Cichorium intybus L.
- Cichorium pumilum Jacq.
- Cichorium spinosum L.

## Quelques chicorées cultivées

### La chicorée endive et ses variétés cultivées (Cichorium endivia)

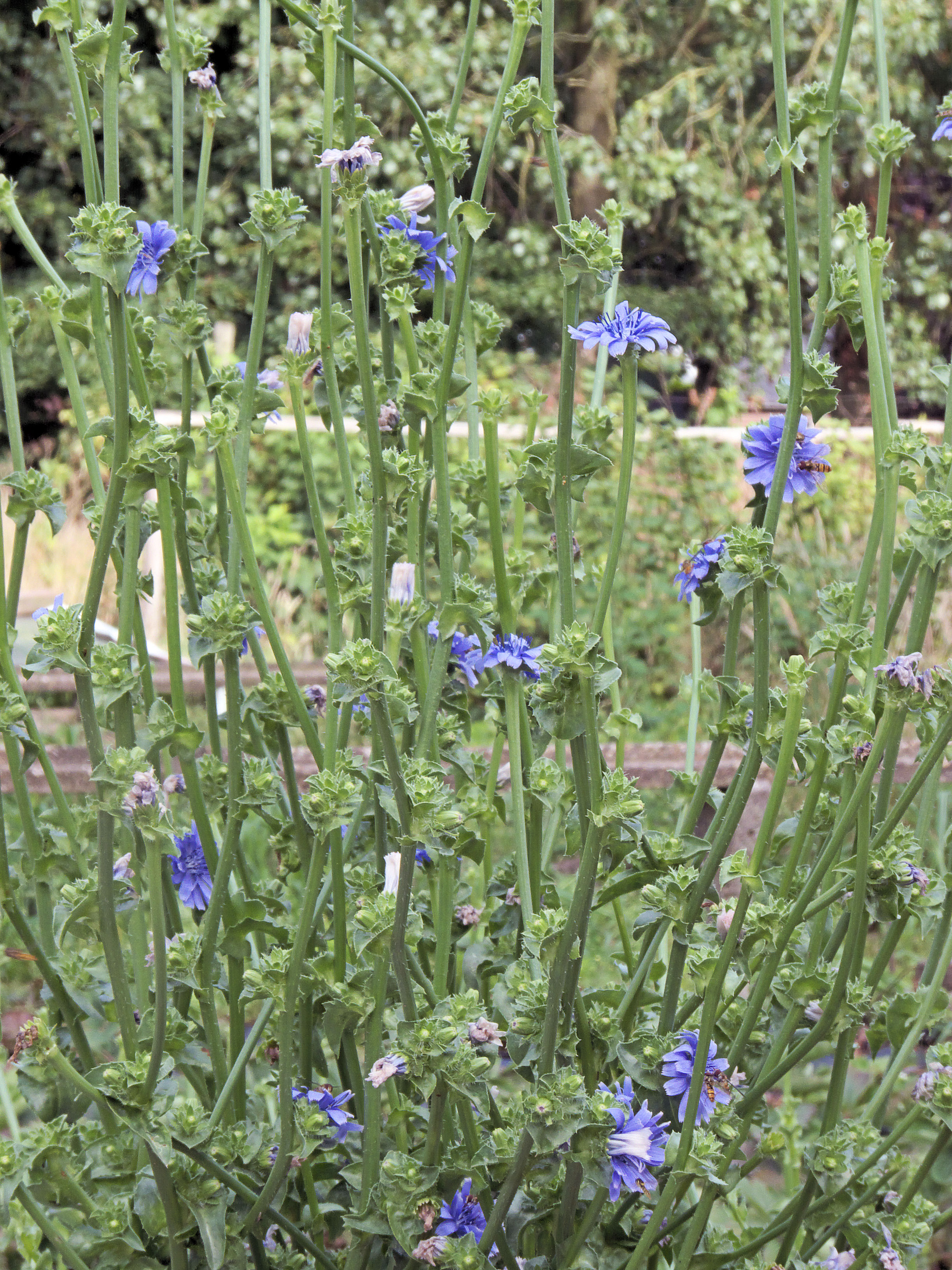
Cichorium endivia.

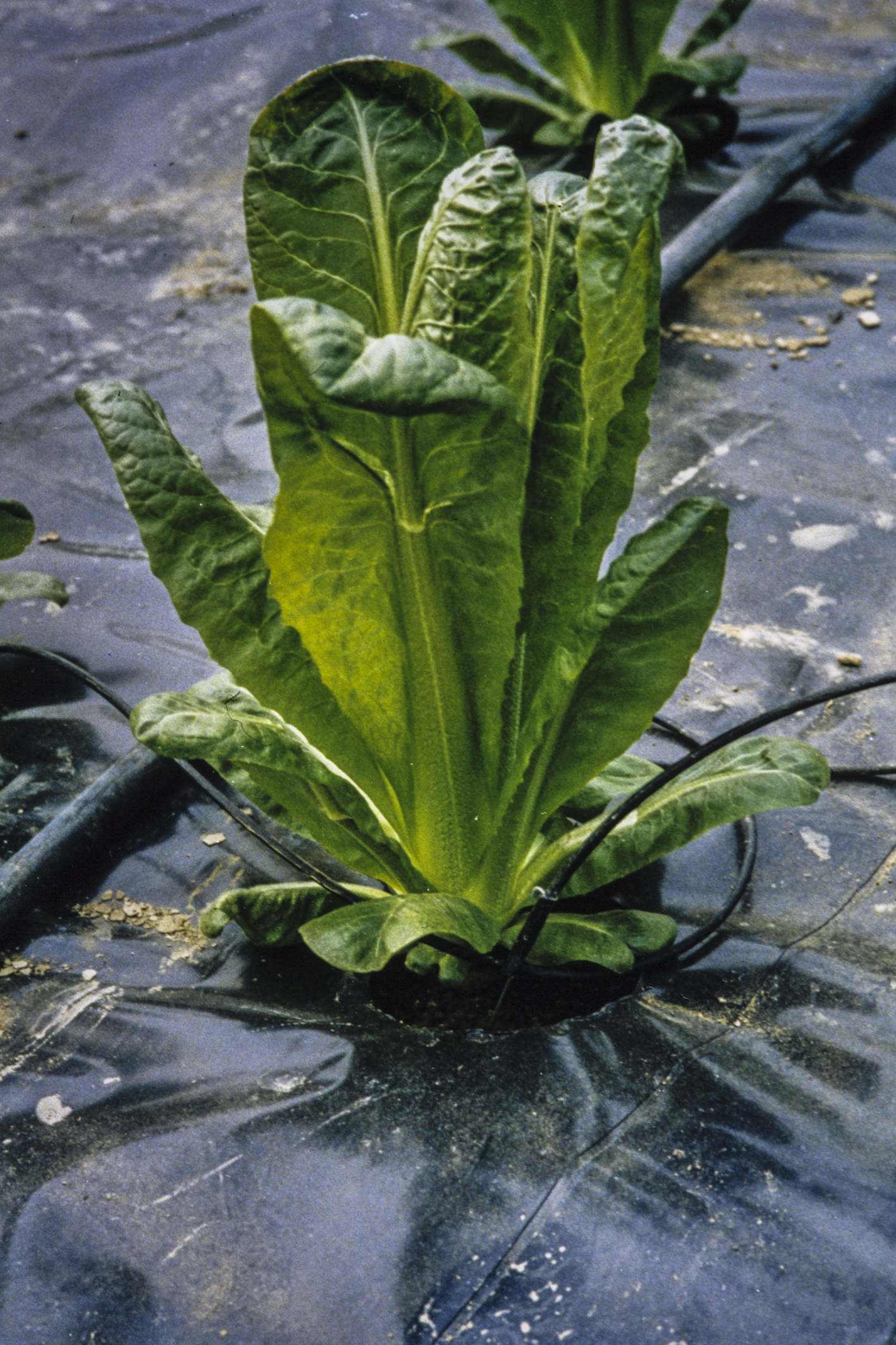
Plant de chicorée (INRA Versailles).

Nom scientifique : Cichorium endivia L.
C'est l'« endive vraie » au sens botanique. Elle se distingue de l'espèce amère par ses feuilles basales entières, dentées et sinuées (ondulantes), et ses feuilles supérieures ovales et par le fait qu'elle est entièrement glabre. Elle est spontanée en Afrique du Nord, au Moyen-Orient, dans le Caucase et le sud de l'Europe.
Elle est à l'origine des chicorées salades : scaroles et frisées. Il existe aussi des variétés intermédiaires, hybrides entre frisée et scarole.

#### Chicorée frisée

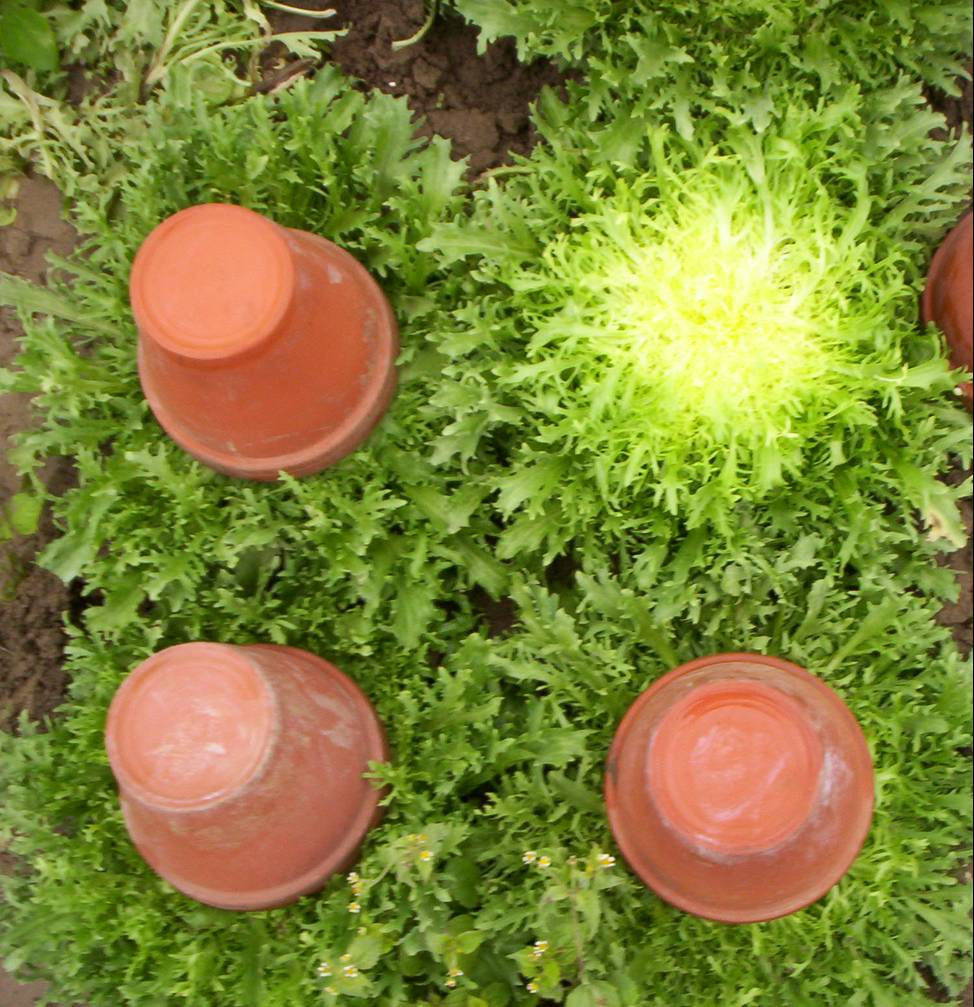
Jeunes chicorées frisées au cœur blanchi à l'ombre.

Cichorium endivia L. var. crispum Lam.
Appelée chicorée frisée ou endive frisée, il en existe de nombreuses variétés à feuilles très découpées, laciniées crépues.
Pour obtenir une salade plus blanche et plus tendre, on en fait étioler le cœur pendant une quinzaine de jours avant la récolte en attachant les feuilles extérieures.  Des variétés à feuilles serrées s'étiolent naturellement, évitant cette intervention.
Quelques variétés anciennes : Frisée de Meaux, Frisée d'hiver de Provence, Très fine maraîchère, Reine d'hiver, Wallonne, etc. et nouvelles Atria, Beauty, Cigal, Lineal, Lucky, etc.

#### Chicorée scarole
Cichorium endivia L. var. latifolium Lam.
Les scaroles, entières et ondulées, se conservent mieux que les frisées et les variétés d'hiver sont précieuses comme salade ou légume à cuire pour la mauvaise saison.
Quelques variétés anciennes : Ronde verte à cœur plein, Blonde à cœur plein, Grosse bouclée, Géante maraîchère, Cornet d'Anjou, Cornet de Bordeaux, etc. et nouvelles : Alexia, Excel, Gargantua, Lempika, etc.

### La chicorée sauvage et ses variétés cultivées (Cichorium intybus)

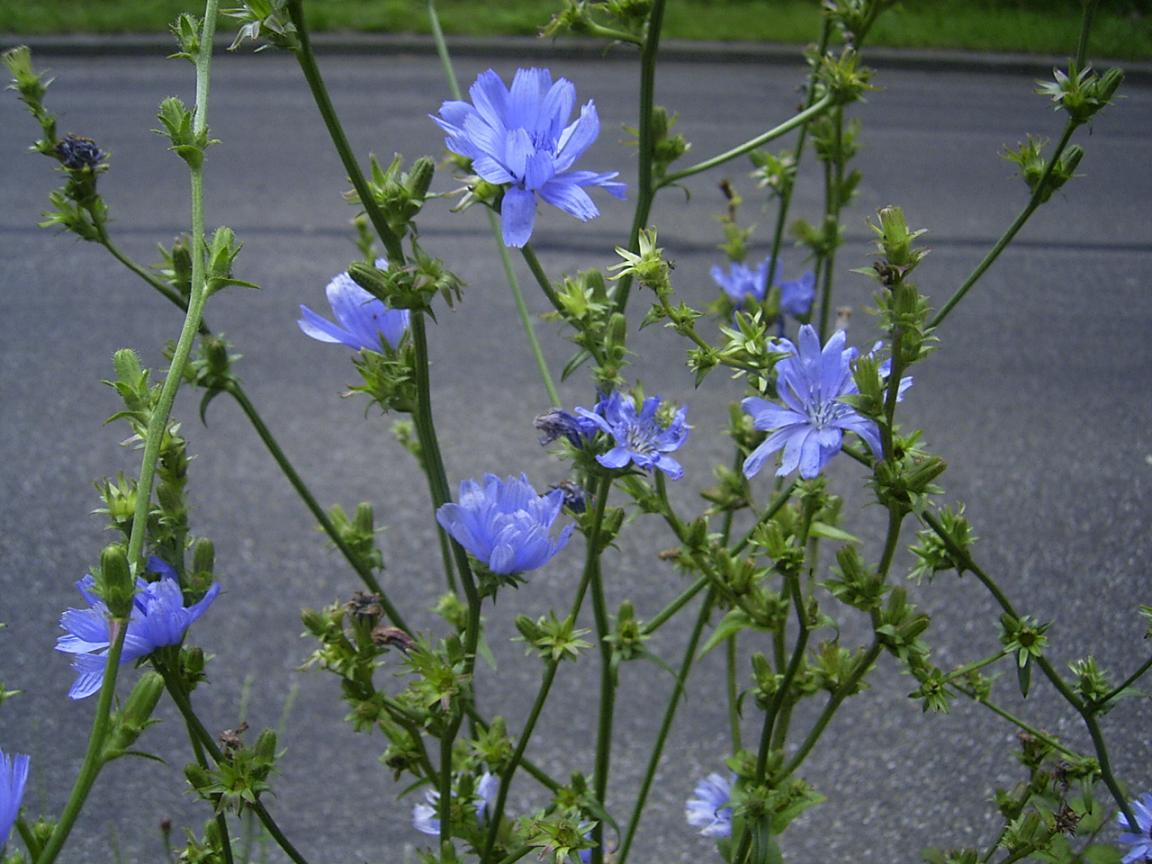
Cichorium intybus, fleurs

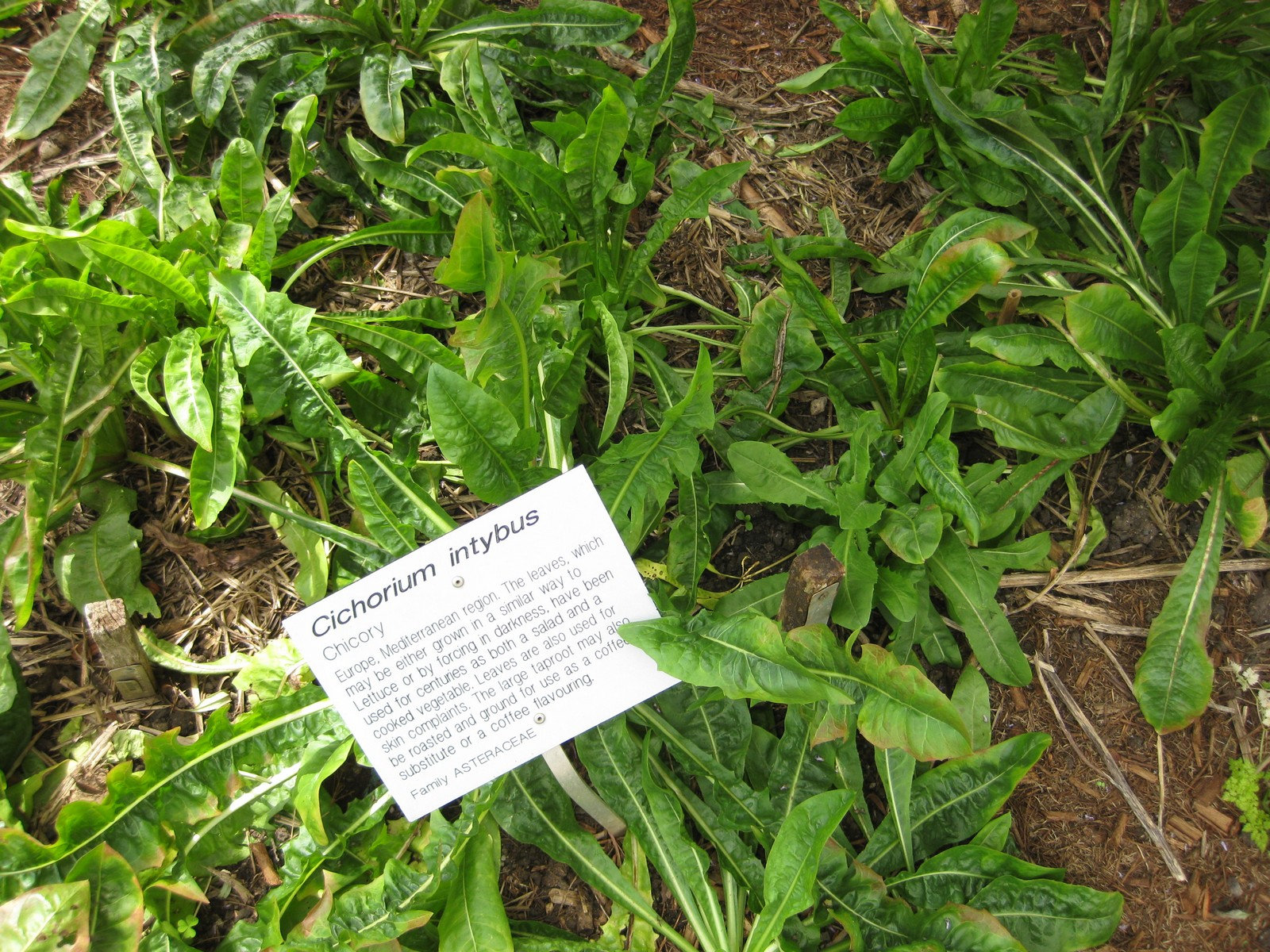
Cichorium intybus, feuilles.

Nom scientifique : Cichorium intybus L.
Noms communs : chicorée sauvage, chicorée amère (en anglais chicory, en allemand Zichorie, en italien cicoria).
C'est une plante herbacée robuste, plus ou moins pubescente, vivace, de 40 cm à 1 m de haut, très commune dans les prés, les champs incultes et au bord des chemins. Originaire d'Europe, d'Asie et d'Afrique du Nord, elle est naturalisée en Amérique du Nord.
Très rameuse, elle présente des feuilles basales profondément découpées (roncinées), des feuilles intermédiaires entières lancéolées, embrassant la tige, et des feuilles supérieures réduites à des bractées. Les inflorescences sont des capitules formées de fleurs ligulées, bleues. Ils s'étalent par temps ensoleillé et se rapprochent la nuit ou par temps couvert. Les fruits (akènes) sont surmontés d'une couronne de poils (pappus). La racine est pivotante. Toutes les parties de la plante sont amères.
Elle est à l'origine des chicorées industrielles, des endives ou chicons et des chicorées à larges feuilles.
La chicorée sauvage a de tout temps été ramassée pour être consommée en salade[réf. souhaitée]. Comme plante médicinale elle a des propriétés stomachiques, dépuratives et légèrement laxatives. Ses actions cholérétiques et stomachique ont été testées. C'est la racine qui est utilisée en pharmacie. Elle contient des sucres dont l'inuline (glucide de réserve) ainsi que de l'intybine, substance amère.
C'est aussi une plante fourragère. Voir : Cichorium intybus#Utilisation fourragère.

#### Chicorée industrielle
Cichorium intybus var. sativum
Cette culture fait appel à des variétés sélectionnées sur le développement de la racine dont le volume est considérablement augmenté et rappelle celui de la carotte fourragère. C'est une plante bisannuelle en culture.
Variétés cultivées : ce sont des hybrides F1 (de 1re génération) issus de deux lignées :
- chicorée de Magdebourg, à feuilles larges, entières ;
- chicorée Brunswick à feuilles très découpées, frisées.

Cette culture s'est développée d'abord aux Pays-Bas à la fin du XVIIe siècle.  Le Blocus continental au début du XIXe siècle lui a donné un élan considérable  notamment dans le nord de la France, en Belgique et en Allemagne.
De nos jours, la récolte mondiale annuelle de racines de chicorée représente environ 1 million de tonnes (FAO 2002). La France est le premier producteur en Europe.
La transformation des racines passe par plusieurs étapes : la transformation en cossettes, fragments de racines déshydratés, puis par la torréfaction suivie du concassage. Au cours de la torréfaction, l'inuline  est convertie en fructose puis caramélisée. L'intybine combinée avec le fructose donne la saveur spécifique de la chicorée.
Depuis les années 1970 la chicorée cultivée est également utilisée pour la fabrication de l'inuline, substitut du saccharose dans l'industrie agroalimentaire. La chicorée contient 20 % d'inuline, qui peut être utilisée en tant que telle ou convertie par hydrolyse en fructose et en glucose.  D'autres plantes comme le dahlia ou le topinambour utilisent aussi l'inuline comme hydrate de carbone de stockage.
La chicorée industrielle est utilisée comme économiseur de café en l'ajoutant à la poudre à café non soluble. Elle peut être également consommée seule par les personnes qui apprécient son goût, intermédiaire entre celui du café au lait et celui du caramel.

#### Chicorée Witloof (Endive)

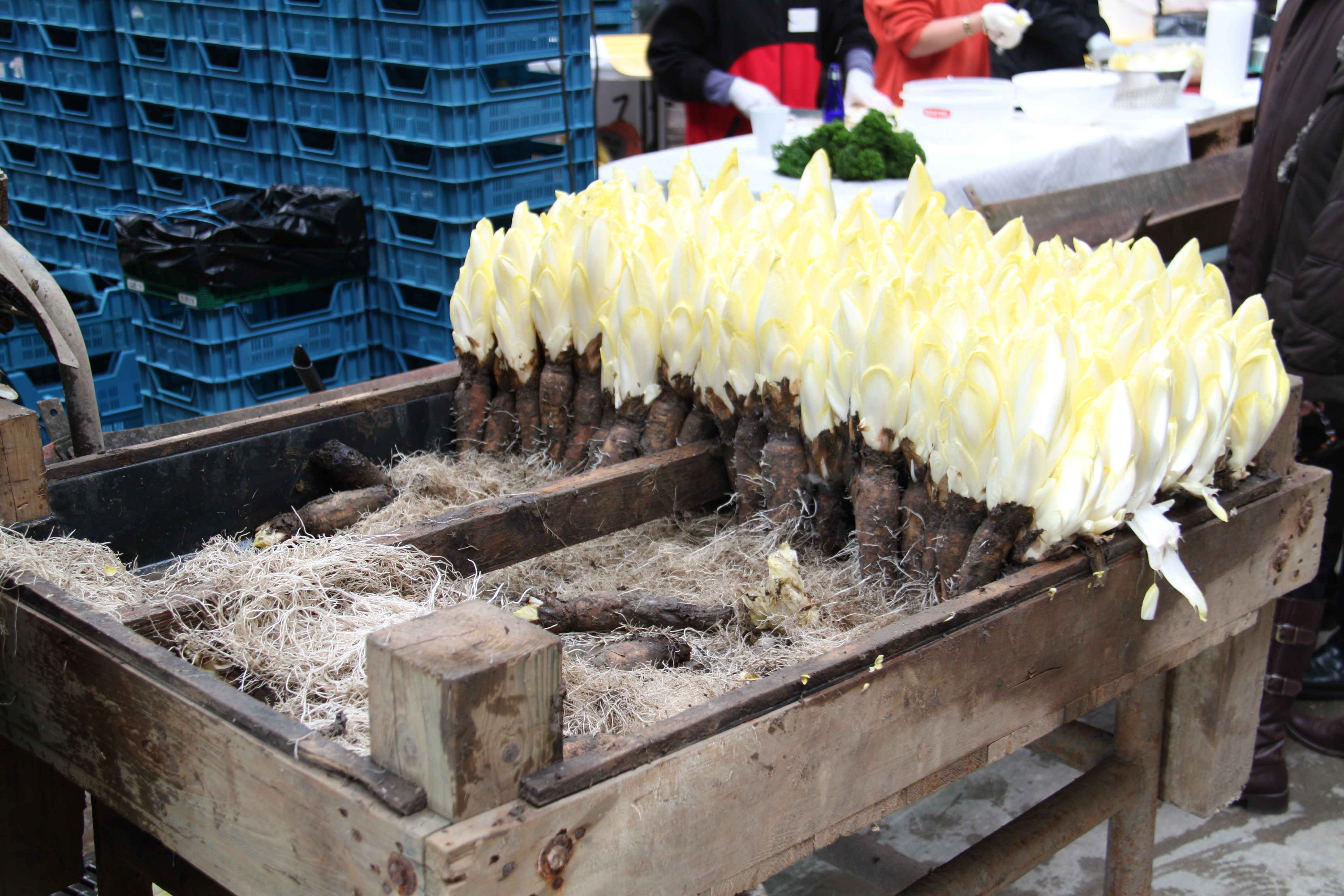
Chicorée de Bruxelles, chicons après forçage.

Le chicon, c'est-à-dire la racine de la chicorée Witloof (ou chicorée de Bruxelles), Cichorium intybus var. foliosum, après forçage, donne une salade pommée appelée endive, Witloof, ou chicon en Belgique et dans le nord de la France.
Variétés utilisées : de nombreuses variétés hybrides F1 blanches et rouges et une variété ancienne.
La culture se fait en deux temps : semis en mai-juin pour aboutir à la récolte de racines de 3 à 4 cm de diamètre à l'automne.  Ces racines, mises en terre humide et chaude, le collet bien recouvert dans une terre légère, produisent en 25 à 45 jours l'endive qui est un gros bourgeon de couleur pâle. Cette culture a été d'abord lancée en Belgique vers 1850 et s'est étendue dans le nord de la France à la fin du XIXe siècle.  De plus en plus, le forçage se pratique en plein champ, avec l'utilisation de câbles chauffants et de films plastiques de protection.
Aujourd'hui les endives sont principalement cultivées en salle dans l'obscurité.

#### Chicorée à larges feuilles

##### Barbe de capucin
C'est une chicorée sauvage ordinaire.
Il s'agit d'une salade d'hiver obtenue par la mise en forçage de racines disposées dans des couches de sable, à l'obscurité, dans une cave par exemple.  Ce forçage provoque la pousse de feuilles étiolées, longues et étroites.
Les variétés sélectionnées à cet usage ont une longue racine droite.  Cette culture s'était beaucoup développée aux environs de Paris au milieu du XIXe siècle.

##### Chicorée sauvage améliorée
La sélection a permis d'améliorer ces plantes qui sont moins amères et qui ont des feuilles plus larges, presque entières.
Principales variétés : Chicorée pain de sucre, améliorée double blonde.

##### Chicorées italiennes

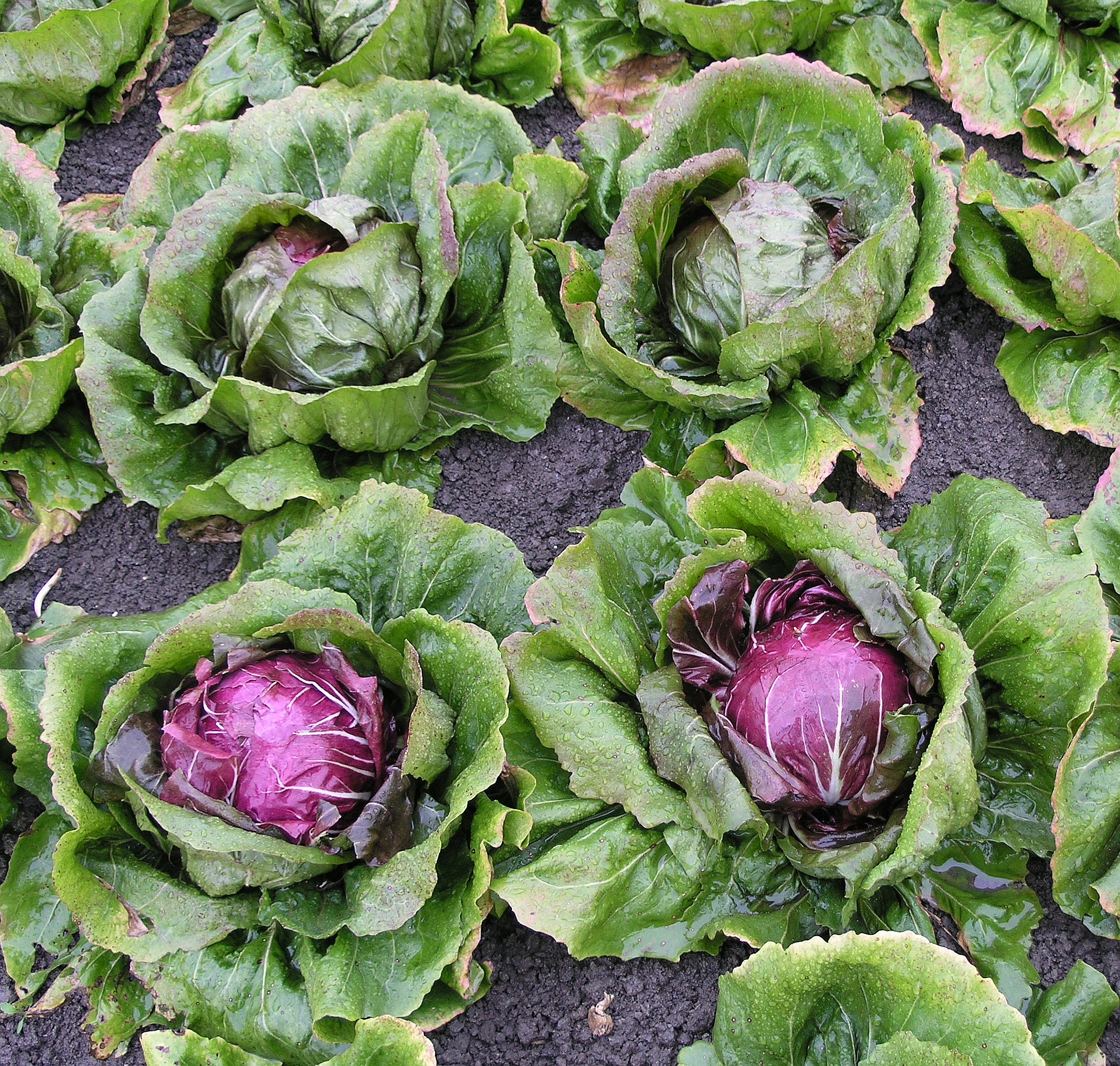
Variété Radicchio di Chioggia.

Toujours colorées en rouge (anthocyanes) au stade de la pommaison, elles entrent dans la composition des salades de 4e gamme.  Il en existe quatre types :
- chicorée de Chioggia ;
- chicorée de Vérone ;
- chicorée de Trévise ou Radicchio ;
- chicorée Variegato di Castelfranco, à feuilles panachées.

##### Chicorée de Catalogne
Chicorée normale ou frisée.  Ses feuilles ressemblent à celles du pissenlit.   Vendue couramment sur les marchés au Canada et en Belgique.
Elles sont très consommées par les Italiens, en particulier :
- Dans la région de Rome où elles sont connues sous le nom de puntarelle. La partie blanche est découpée en fines lamelles blanches et vertes consommées en salades, et vendues sur tous les marchés romains prêtes à consommer.
- En Vénétie ou elles sont connues sous le nom de Chicorée catalane de Chioggia, et consommées bouillies.

## Aspects culturels et histoire
Pline l'Ancien cite la chicorée dans son Histoire naturelle. Durant l'Antiquité, elle est cultivée pour ses vertus digestives, dépuratives et laxatives. On l'utilisait en infusion ou en décoction. C'est aux Pays-Bas au XVIIe siècle qu'on torréfie d'abord sa racine pour développer ses arômes et limiter son amertume. L'essor de la chicorée dans les habitudes alimentaires européennes est lié à une pénurie de café provoquée par le blocus continental de 1806. Dès le XIXe siècle, les processus industriels permettent sa transformation en poudre soluble et une commercialisation à grande échelle.
Les chicorées font partie des plantes dont la culture était recommandée dans les jardins du domaine royal par le capitulaire De Villis.
La chicorée voit son nom attribué au 3e jour du mois de frimaire du calendrier républicain ou révolutionnaire français, généralement chaque 23 novembre du calendrier grégorien.